# Ingrid Burkhard

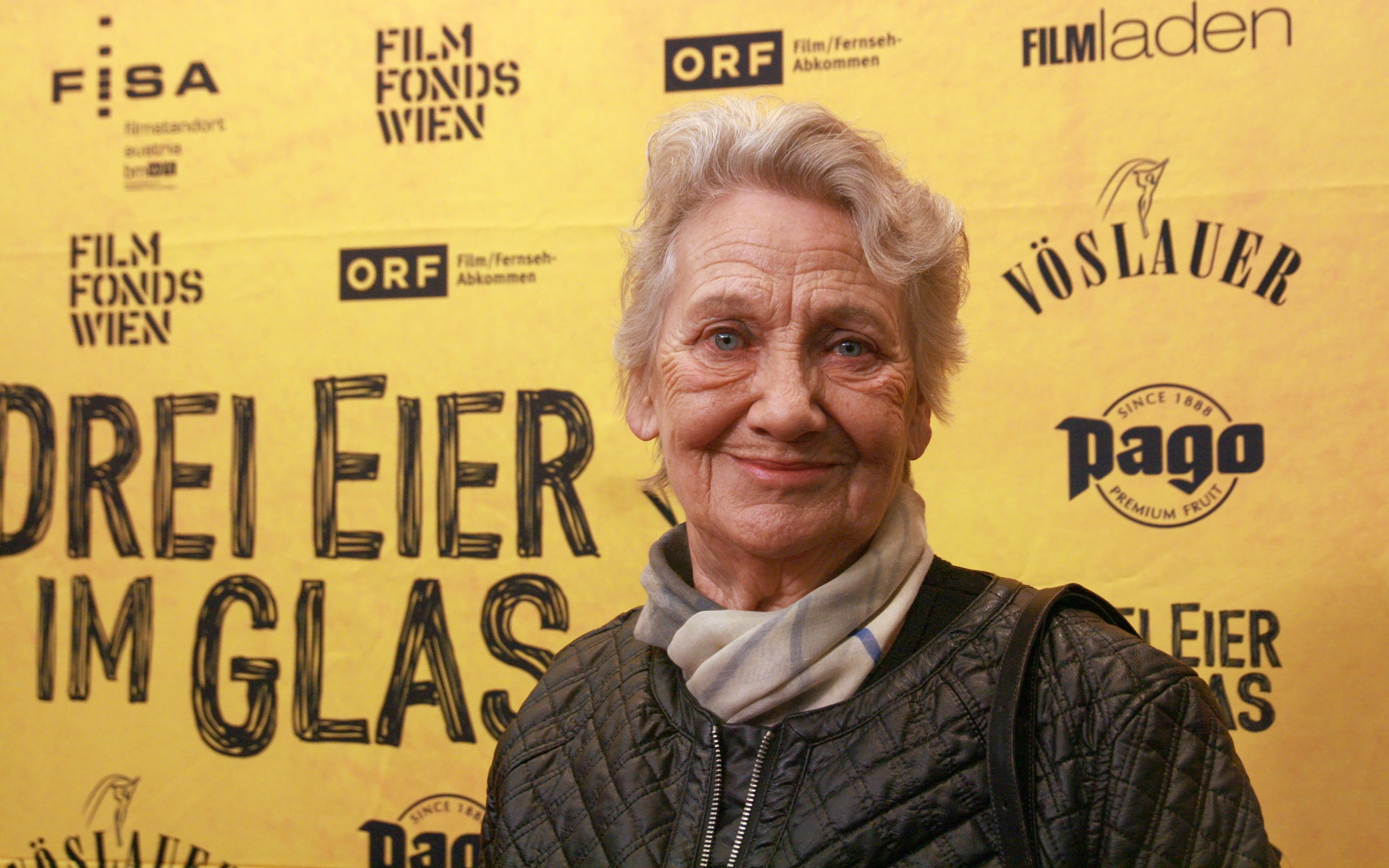
Ingrid Burkhard (2015)

Ingrid Burkhard (* 7. Juni 1931 in Wien) ist eine österreichische Schauspielerin und Hörspielsprecherin.

## Leben
Ingrid Burkhard hat nach der Absolvierung des Wiener Reinhardt-Seminars zuerst am Theater für Vorarlberg gespielt.
Zwischen 1953 und 1972 war sie gemeinsam mit ihrem Ehemann Hannes Siegl am Landestheater Linz, den Bühnen der Stadt Bonn und dem Schauspielhaus Zürich engagiert. Sie ist die Mutter des Schauspielers Dietrich Siegl (* 1954), den sie während ihres Linzer Engagements in Wien zur Welt brachte, und der 1958 geborenen Tochter Katharina. Seit ihrer Rückkehr nach Wien, wo ihr 2009 verstorbener Ehemann 1972 Burgtheatermitglied geworden war, ist sie freischaffend und spielte zuerst an verschiedenen kleineren Wiener Häusern, später immer wieder am Theater in der Josefstadt und dem Burgtheater (1993 Frau Holunder in „Liliom“, Regie: Paulus Manker).
Bekannt wurde sie vor allem durch die Fernsehserie Ein echter Wiener geht nicht unter, wo sie die Rolle der Toni Sackbauer, Edmund Sackbauers Gattin, spielte. Ihr dortiger Serienpartner war Karl Merkatz.
Seit Beginn der Fernsehfilmreihe Da wo …, die 2000 mit Da wo die Berge sind und Hansi Hinterseer in der Hauptrolle begann, verkörpert sie dessen Mutter Irmi Sandgruber in den bisher gedrehten acht neunzigminütigen Folgen.
Am 29. Mai 2011 wurde ihr im Rahmen einer Festvorstellung in den Wiener Kammerspielen anlässlich ihres bevorstehenden 80. Geburtstages das Goldene Ehrenzeichen für Verdienste um die Republik Österreich verliehen.
Ingrid Burkhard wohnt abwechselnd in Wien und in Spitz an der Donau (Niederösterreich).
2018 wurde ihr der Große Diagonale-Schauspielpreis zuerkannt. Für Die Einsiedler wurde sie mit dem Österreichischen Filmpreis 2019 in der Kategorie Beste weibliche Hauptrolle ausgezeichnet.

## Filmografie (Auswahl)
- 1975–1979: Ein echter Wiener geht nicht unter
- 1975: Tatort: Urlaubsmord
- 1976: Die Frau Gerti
- 1979: Feuer! (Fernsehfilm)
- 1985: 38 – Auch das war Wien
- 1988: Heiteres Bezirksgericht
- 1993: Verlassen Sie bitte Ihren Mann
- 1997: Qualtingers Wien
- 1998:  Kommissar Rex Geraubtes Glück
- 2000: Komm, süßer Tod (Come Sweet Death)
- 2000: Da wo die Berge sind
- 2003: Da wo die Liebe wohnt
- 2003: Twinni
- 2004: Zuckeroma
- 2006: Der Arzt vom Wörthersee
- 2007: Lilly Schönauer – Umweg ins Glück
- 2008: Echte Wiener – Die Sackbauer-Saga
- 2008: Der Arzt vom Wörthersee IV – Ein Rezept für die Liebe
- 2008: Ein halbes Leben
- 2008: Heimat zu verkaufen
- 2010: Echte Wiener 2 – Die Deppat’n und die Gspritzt’n
- 2010: Willkommen in Wien
- 2014: Landkrimi – Die Frau mit einem Schuh
- 2015: Drei Eier im Glas
- 2015: Toni Erdmann
- 2016: Die Einsiedler
- 2020: The Trouble with Being Born

## Hörspiele (Auswahl)
- 1956: Jean Cocteau: Die schrecklichen Eltern – Bearbeitung und Regie: Hans Krendlesberger (Hörspielbearbeitung – ORF Oberösterreich)
- 1956: Jean Giraudoux: Siegfried – Regie: Hans Krendlesberger (Hörspielbearbeitung – ORF Oberösterreich)
- 1956: Jean Giraudoux: Intermezzo – Regie: Hans Krendlesberger (Hörspielbearbeitung – ORF Oberösterreich)
- 1956: André Gide: Pastoralsymphonie – Bearbeitung und Regie: Hans Krendlesberger (Hörspielbearbeitung – ORF Oberösterreich)
- 1956: Franz Molnar: Liliom – Regie: Erich Schuler (Hörspielbearbeitung – ORF Oberösterreich)
- 1975: Iwan Turgenew: Ein Monat auf dem Lande (Natalja Petrowna, Islajews Frau) – Regie: Götz Fritsch (Hörspielbearbeitung – ORF Wien)
- 1976: Richard Brinsley Sheridan: Die Lästerschule (Lady Hunter) – Regie: Götz Fritsch (Hörspielbearbeitung – ORF Wien)
- 1977: Christoph Aigner, Christian Wallner: Scherzo – eine Annäherung. Auftragsarbeit für den Tag Radio Bruckner – Regie: Ferry Bauer (Original-Hörspiel – ORF Oberösterreich)
- 1978: Christian Wallner: In meiner Heimat Ordnung und Ruhe – Regie: Ferry Bauer (Originalhörspiel – ORF Oberösterreich)
- 1978: Ernst Hinterberger: Untersuchungshaft (Julie) – Regie: Hans Krendlesberger (Hörspiel – ORF)
- 1981: Jura Soyfer: Astoria (Gräfin Gwendolyn Buckelburg-Marasquino) – Bearbeitung und Regie: Götz Fritsch(Hörspielbearbeitung – ORF Wien)
- 1981: Guy de Maupassant: Fettnäpfchen (Gräfin de Breville) – Regie: Götz Fritsch (Hörspielbearbeitung – ORF Wien)
- 1981: Heinz W. Vegh: Häschen in der Grube (Mutter) – Regie: Götz Fritsch (Originalhörspiel, Kriminalhörspiel – ORF Burgenland)
- 1981: Erna Schmidt: Liebe Tante Mutz (Liesl, Edis Frau) – Regie: Gerhard Eisnecker (Originalhörspiel – ORF Niederösterreich)
- 1982: Maksim Gorki: Kinder der Sonne (Jelena Nikolajewna) – Bearbeitung und Regie: Helmut Schwarz (Hörspielbearbeitung – ORF Wien)
- 1982: Herbert Pirker: Salzburg, kurzer Aufenthalt (Rosy) – Regie: Johannes Twaroch (Hörspiel – ORF Niederösterreich)
- 1983: Ingeborg Kaiser: Bitte, keine Beeren (Frau 1, Frau 2, junge Frau) – Regie: Claudia Luchesi (Hörspiel – ORF Wien)
- 1984: Fritz Habeck: Der Ritt auf dem Tiger (Maria Leichtfried) – Regie: Peter Leidenfrost (Hörspielbearbeitung – ORF Wien)
- 1984: Irene Kabanyi: Die Liebe, die Lie-Hiebe ist eine Himmelsmacht – Regie: Claudia Luchesi (Originalhörspiel – ORF Wien)
- 1985: Franz Krahberger: Hinfahrt (Die Stimme) – Regie: Frank Michael Weber (Originalhörspiel – ORF Wien)
- 1987: Dieter Babeck: Smetacek (Sie) – Regie: Johannes Twaroch (Hörspielbearbeitung – ORF Niederösterreich)
- 1987: Herbert Berger: Pumperlgsund (Agnes) – Regie: Herbert Fuchs (Hörspielbearbeitung – ORF Niederösterreich)
- 1988: Walter Wippersberg: Ein früher Tod (Mutter) – Regie: Walter Wippersberg (Originalhörspiel – ORF Oberösterreich)
- 1988: Trude Ackermann: Sternenverdunkelung (Wilma) – Regie: Frank Michael Weber (Originalhörspiel – ORF)
- 1989: Erich Sedlak: Pavillon der Mäuse (Wohlfahrt) – Regie: Johannes Twaroch (Hörspielbearbeitung – ORF Niederösterreich)
- 2002: Margit Schreiner: Zu Fuß über die Alpen (Oma) – Regie: Katharina Weiß (Originalhörspiel – ORF/Stefan Kanis/MDR)
- 2012: Christine Nöstlinger: Iba de gaunz oamen Leit (Mama) – Bearbeitung und Regie: Anatole Sternberg (Hörspielbearbeitung – Rabenhof Theater/ORF)

Quelle: Ö1-Hörspieldatenbank